# Христіан Планер
Христіан Планер  (нім. Christian Planer, 15 травня 1975) — австрійський стрілець, олімпійський медаліст.

## Виступи на Олімпіадах
| Олімпіада  | Дисципліна                                     | Місце |
| ---------- | ---------------------------------------------- | ----- |
| Афіни 2004 | пневматична гвинтівка, 10 м                    | 12T   |
| Афіни 2004 | дрібнокаліберна гвинтівка, 50 м, три положення | 3     |
| Пекін 2008 | пневматична гвинтівка, 10 м                    | 30    |
| Пекін 2008 | дрібнокаліберна гвинтівка, 50 м, лежачи        | 41    |

## Зовнішні посилання
- Досьє на sport.references.com [Архівовано 29 січня 2010 у Wayback Machine.]